# Aleksej Galachov
Aleksej Dmitrievitj Galachov (ryska: Алексей Дмитриевич Галахов), född 13 januari (gamla stilen: 1 januari) 1807 i Sapozjok, guvernementet Rjazan, Kejsardömet Ryssland, död 26 november (gamla stilen: 14 november) 1892 i Sankt Petersburg, Kejsardömet Ryssland, var en rysk litteraturhistoriker. 
Galachov var 1865–1882 professor i rysk litteraturhistoria vid Sankt Petersburgs universitet. Han skrev bland annat Russkaja chrestomatija (1842; i 22 upplagor) och Istorija russkoj slovesnosti drevnej i novoj (1863–1875, ny förbättrad upplaga 1880), särskilt värdefullt i fråga om 1700-talets litteratur.